# 泰索雷山
泰索雷山（英語：Tesore Hill）是南極洲的山峰，位於斯諾希爾島，處於斯帕斯半島東部，海拔高度約160米，該山峰的名稱來自阿根廷名稱，現時由南極條約體系管理。
64°20′S 56°55′W / 64.333°S 56.917°W